# Национални парк Сер-Шпицберген
Национални парк Сер-Шпицберген (норв. Sør-Spitsbergen nasjonalpark) налази се на јужном делу острва Шпицберг, Норвешка. Преко 65% територије чини безброј глечера и стеновитих врхова, док остатак чини тундра. Парк је отворен 1973. године.

## Фауна
На овом подручју живе бројне врсте перајара (брката фока, прстенаста фока, морж), поларни медвед, ретко ирвас. Ово подручије је обележено и као важно станиште птица због 22 врсте морских птица које се ту гнезде. Позната врста је гавка (Somateria mollissima).